# Anablepsoides micropus
Anablepsoides micropus es un pez de agua dulce la familia de los rivulines en el orden de los ciprinodontiformes.

## Morfología
De cuerpo alargado y vivos colores, los machos pueden alcanzar los 7 cm de longitud máxima.

## Distribución geográfica
Se encuentran en ríos de Sudamérica, en la cuenca del río Amazonas en Brasil.

## Hábitat
Viven en pequeños cursos de agua  de clima tropical entre 24 y 28°C, de comportamiento bentopelágico y no migrador. No es un rivulín estacional.